# Dicranella erectotheca
Dicranella erectotheca är en bladmossart som beskrevs av Jean Édouard Gabriel Narcisse Paris 1900. Dicranella erectotheca ingår i släktet jordmossor, och familjen Dicranaceae. Inga underarter finns listade i Catalogue of Life.